# Paul Kletzki
Paul Kletzki (21. marts 1900 i Lódz, Polen – 5. marts 1973 i Schweiz) var en polsk komponist og dirigent.
Kletzki, der var af jødisk afstamning, studerede i Warszawa i Polen og fortsatte sine studier i Berlin.
Han har skrevet tre symfonier og orkesterværker, som blev opført af dirigenter såsom Wilhelm Furtwängler og Arturo Toscanini.

## Udvalgte værker
- Symfoni nr. 1 (1927) - for orkester
- Symfoni nr. 2 (1928) - for baryton og orkester
- Symfoni nr. 3 "Til minde"(1939) - for orkester
- Sinfonietta (1923) - for strygeorkester
- "fantasi" (1924) - for klaver
- 4 Strygekvartetter (1923, 1925, 1931, 1943)